# Maryam Namazie
Maryam Namazie (ur. 1966 w Teheranie) – brytyjska aktywistka ateistyczna irańskiego pochodzenia, komunistka, obrończyni praw człowieka i prezenterka telewizyjna.

## Życiorys
Przez większość swojej wczesnej pracy Maryam Namazie działała na rzecz pomocy uchodźcom doświadczającym łamania praw człowieka, szczególnie w Sudanie, Turcji i Iranie, i protestowała przeciwko prawu szariatu. Stała się znana z powodu swojego poparcia dla sekularyzmu i krytykowania sposobu, w jakim kobiety traktowane są w państwach islamskich. W 2015 roku jej wykłady spotkały się ze sprzeciwem ze strony grup, które uznały działania Namazie za zbyt prowokacyjne.
Namazie jest rzeczniczką organizacji Iran Solidarity, One Law for All i Council of Ex-Muslims of Britain; wspiera także Association of Black Humanists.
Namazie jest również stowarzyszona z organizacją National Secular Society.
Namazie urodziła się w Teheranie, ale opuściła Iran w 1980 roku po rewolucji w 1979. Następnie mieszkała w Indiach, Wielkiej Brytanii i Stanach Zjednoczonych, gdzie rozpoczęła studia w wieku 17 lat.